# 第二次南寧戰鬥 (國軍內戰)
南寧戰鬥發生於1930年8月15日－10月22日，地點則是在中國桂南一帶，是國民革命軍內部所發生的內戰戰鬥之一。南寧戰鬥的交戰雙方，一方為雲南張沖師部，另一方為桂軍部。